# Platinová deska
Platinová deska je ocenění, které předává hudební vydavatelství svému interpretovi za úspěšný prodej jejich děl. Termín platinová deska vznikl v roce 1968 kvůli albu In-A-Gadda-Da-Vida od americké skupiny Iron Butterfly.
V Česku jsou pro udělování platinových desek společnosti IFPI stanovena tato kritéria (počty prodaných děl): V roce 2013 došlo v regionu střední Evropa ke snížení počtu prodaných kusů pro zisk platinové desky (ČR původně 12 000 / 6 000 ks, Slovensko o 2 000 ks apod.).
- populární hudba
  - domácí album - 10 000
  - zahraniční album - 5 000
- klasická hudba a mluvené slovo - 10 000
- hudební video - 3 000

- Singly:
  - domácí singl - 1 000
  - zahraniční singl - 1 000

## Vývoj limitů pro udělení v Česku
Tabulka ukazuje vývoj limitů pro udělení platinové desky v Česku.
| Typ                            | 1993    | 2000   | 2002   | 2009   | 2013   |
| ------------------------------ | ------- | ------ | ------ | ------ | ------ |
| Domácí album                   | 100 000 | 30 000 | 20 000 | 12 000 | 10 000 |
| Zahraniční album               | 50 000  | 20 000 | 10 000 | 6 000  | 5 000  |
| Klasická hudba a mluvené slovo | -       | -      | 10 000 | 10 000 | 10 000 |
| Hudební video                  | -       | 3 000  | 3 000  | 3 000  | 3 000  |
| Domácí singl                   | -       | -      | -      | -      | 1 000  |
| Zahraniční singl               | -       | -      | -      | -      | 1 000  |

## Mezinárodní platinové desky
V jiných zemích se podle velikosti trhu stanovují jiná kritéria. Například:
| Země                   | Společnost | Platinová deska za |
| ---------------------- | ---------- | ------------------ |
| Čína                   | SARFT      | 40 000 ks          |
| Francie                | SNEP       | 100 000 ks         |
| Japonsko               | RIAJ       | 250 000 ks         |
| Kanada                 | CRIA       | 80 000 ks          |
| Maďarsko               | MAHASZ     | 4 000 ks           |
| Německo                | BVMI       | 200 000 ks         |
| Nový Zéland            | RIANZ      | 15 000 ks          |
| Polsko                 | ZPAV       | 30 000 ks          |
| Rakousko               | IFPI       | 15 000 ks          |
| Rusko                  | NFPP       | 50 000 ks          |
| Slovensko              | IFPI       | 4 000 ks           |
| Spojené království     | BPI        | 300 000 ks         |
| Spojené státy americké | RIAA       | 1 000 000 ks       |